# Saison 14 de Navarro
Chronologie
Saison 13 Saison 15
Cet article présente la liste des différents épisodes de la quatorzième saison de la série télévisée Navarro.

## Distribution[1]
- Roger Hanin (Antoine Navarro)
- Emmanuelle Boidron (Yolande Navarro)
- Maurice Vaudaux (Commissaire divisionnaire Waltz)
- Jacques Martial (Bain-Marie)
- Catherine Allegret (Ginou)
- Daniel Rialet (Inspecteur Joseph Blomet)
- Christian Rauth (Inspecteur René Auquelin)
- Marie Fugain (Carole Maudiard)
- Filip Nikolic (Boldec)
- Jean-Claude Caron (Borelli)

## Épisodes

### Épisode 1
Jacques Spiesser (Jacques Vernoux)

Marie-Christine Orry (Jocelyne Vernoux)

Béatrice Agenin (madame Dejoncourt).

### Épisode 3
Laura Granier (Cécile)

Magaly Berdy (Yassoune)

### Épisode 4
Léa Bosco (Alexandra)

Filip Nikolic (Yann Boldec)

Christian Morin (Mounier)

Frédéric Witta (Lebrun)

Nicole Calfan (Martine Orloff)

### Épisode 5
Sylvie Loeillet (Anne Morel)

Christian Vadim (Vincent Berthier)

Filip Nikolic (Boldec)

Quentin Baillot (Franck Jaury)

Jacques Mathou (Rémi Pichon)